# BMW Dixi
BMW Dixi, en bilmodell från BMW

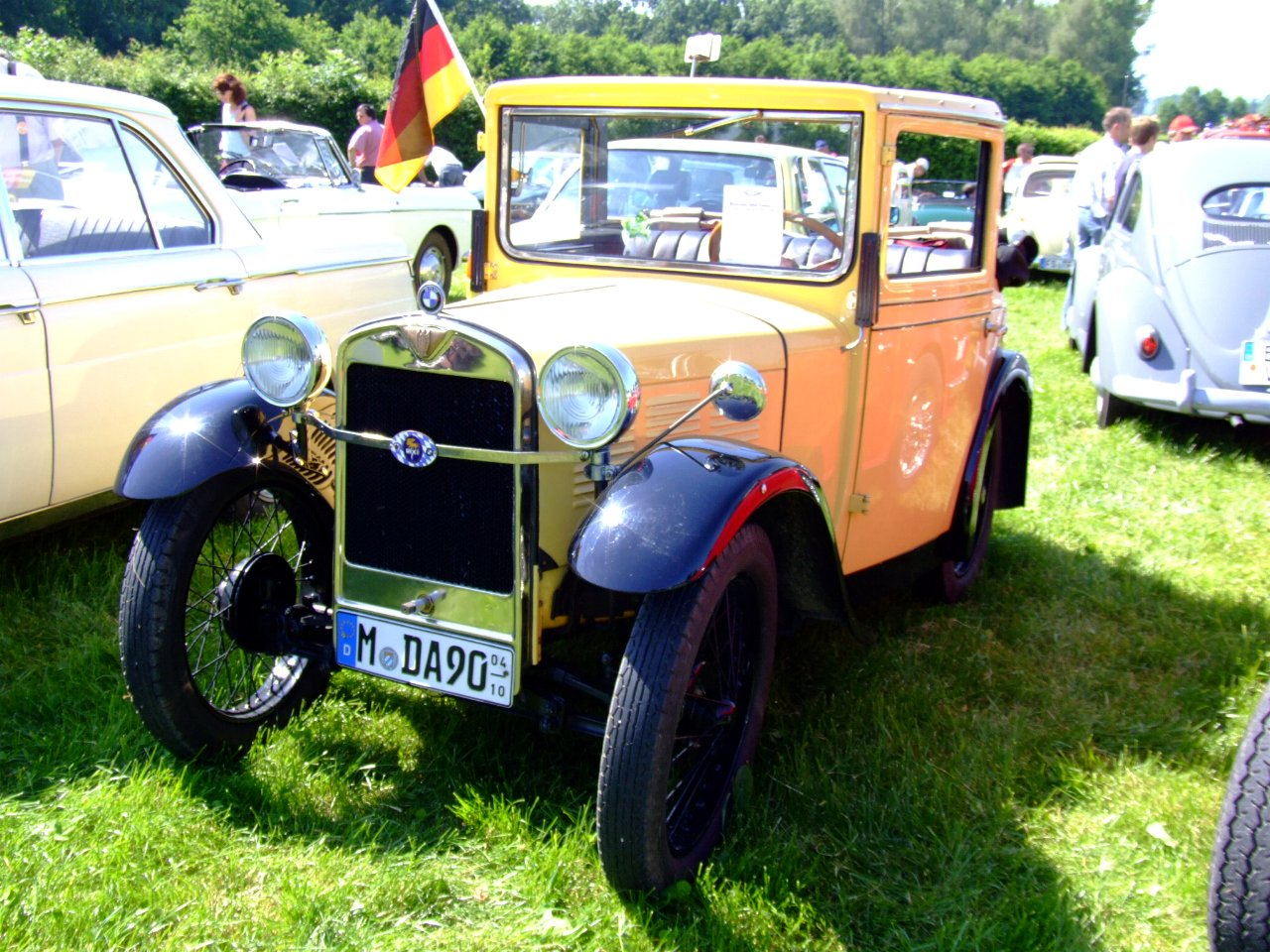
Dixi.

BMW Dixi var företagets första personbil och följde med i övertagandet av bilfabriken i Eisenach 1928. BMW Dixi var ett licensbygge av brittiska Austin Seven.